# 15e cérémonie des European Film Awards
La 15e cérémonie des prix du cinéma européen (15th European Film Awards), organisée par l'Académie européenne du cinéma, a eu lieu à Rome le 7 décembre 2002 et a récompensé les films réalisés dans l'année.

## Palmarès

### Meilleur film
Parle avec elle (Hable con ella)
- Joue-la comme Beckham (Bend It Like Beckham)
- Le Pianiste (The Pianist)
- The Magdalene Sisters
- Huit femmes
- Bloody Sunday
- Lilya 4-ever
- L'Homme sans passé (Mies vailla menneisyyttä)

### Meilleur réalisateur européen
- Pedro Almodóvar pour Parle avec elle (Hable con ella)
  - Marco Bellocchio pour Le Sourire de ma mère
  - Andreas Dresen pour Grill Point
  - Aki Kaurismäki pour L'Homme sans passé
  - Cédric Klapisch pour L'Auberge espagnole
  - Mike Leigh pour All or Nothing
  - Ken Loach pour Sweet Sixteen
  - François Ozon pour 8 femmes
  - Roman Polanski pour Le Pianiste
  - Alexandre Sokourov pour L'Arche russe

### Meilleur acteur
Sergio Castellitto - Chère Martha et Le Sourire de ma mère
- Javier Cámara - Parle avec elle
- Martin Compston -  Sweet Sixteen
- Timothy Spall - All or Nothing
- Javier Bardem - Les Lundis au soleil
- Markku Peltola - L'Homme sans passé
- Olivier Gourmet - Le Fils
- Alain Chabat - Astérix & Obélix : Mission Cléopâtre

### Meilleure actrice
Catherine Deneuve, Isabelle Huppert, Emmanuelle Béart, Fanny Ardant, Virginie Ledoyen, Danielle Darrieux, Ludivine Sagnier et Firmine Richard - Huit Femmes
- Emmanuelle Devos - Sur mes lèvres
- Kati Outinen - L'Homme sans passé
- Laura Morante - Un viaggio chiamato amore
- Martina Gedeck - Chère Martha
- Oksana Akinchina - Lilya 4-ever
- Samantha Morton - Le Voyage de Morvern Callar

### Meilleur scénariste
Pedro Almodóvar - Parle avec elle

### Meilleur directeur de la photographie
Paweł Edelman - Le Pianiste

### Meilleur film documentaire
- Être et avoir de Nicolas Philibert

### Discovery of the Year
- Hic de György Pálfi

### Achievement in World Cinema Award
- Victoria Abril

### Lifetime Achievement Award
- Tonino Guerra